# کیلیان سیلدیلیا
کیلیان اریک سیلدیلیا (زاده ۱۶ مه ۲۰۰۲) یک فوتبالیست حرفه‌ای اهل فرانسه است که به عنوان مدافع برای فرایبورگ که در بوندس‌لیگا، بالاترین سطح فوتبال آلمان، بازی می‌کند.
سیلدیلیا در فرانسه متولد شد، اما گوادلوپی تبار است.

## دوران حرفه‌ای
سیلدیلیا عضوی از تیم جوانان باشگاه فوتبال متز بود. در ۲۶ ژوئن ۲۰۲۰، باشگاه فوتبال فرایبورگ اعلام کرد که سیلدیلیا را با قراردادی سه ساله به خدمت گرفته‌است.
او اولین بازی حرفه‌ای خود را برای تیم دوم باشگاه در ۱۳ اوت ۲۰۲۱ در شکست ۵ بر ۲ لیگ مقابل تیم دوم باشگاه فوتبال بوروسیا دورتموند انجام داد.